# Moraleja de Enmedio
Moraleja de Enmedio ist eine zentralspanische Gemeinde (municipio) mit 5.576 Einwohnern (Stand: 2024) im Südwesten der Autonomen Gemeinschaft Madrid. 

## Lage
Moraleja de Enmedio liegt etwa 28 Kilometer südwestlich vom Stadtzentrum Madrids. Zahlreiche Zubringerschnellwege durchqueren die Gemeinde. 

## Geschichte
Moraleja de Enmedio wurde spätestens im 12. Jahrhundert urkundlich erwähnt. 

## Sehenswürdigkeiten

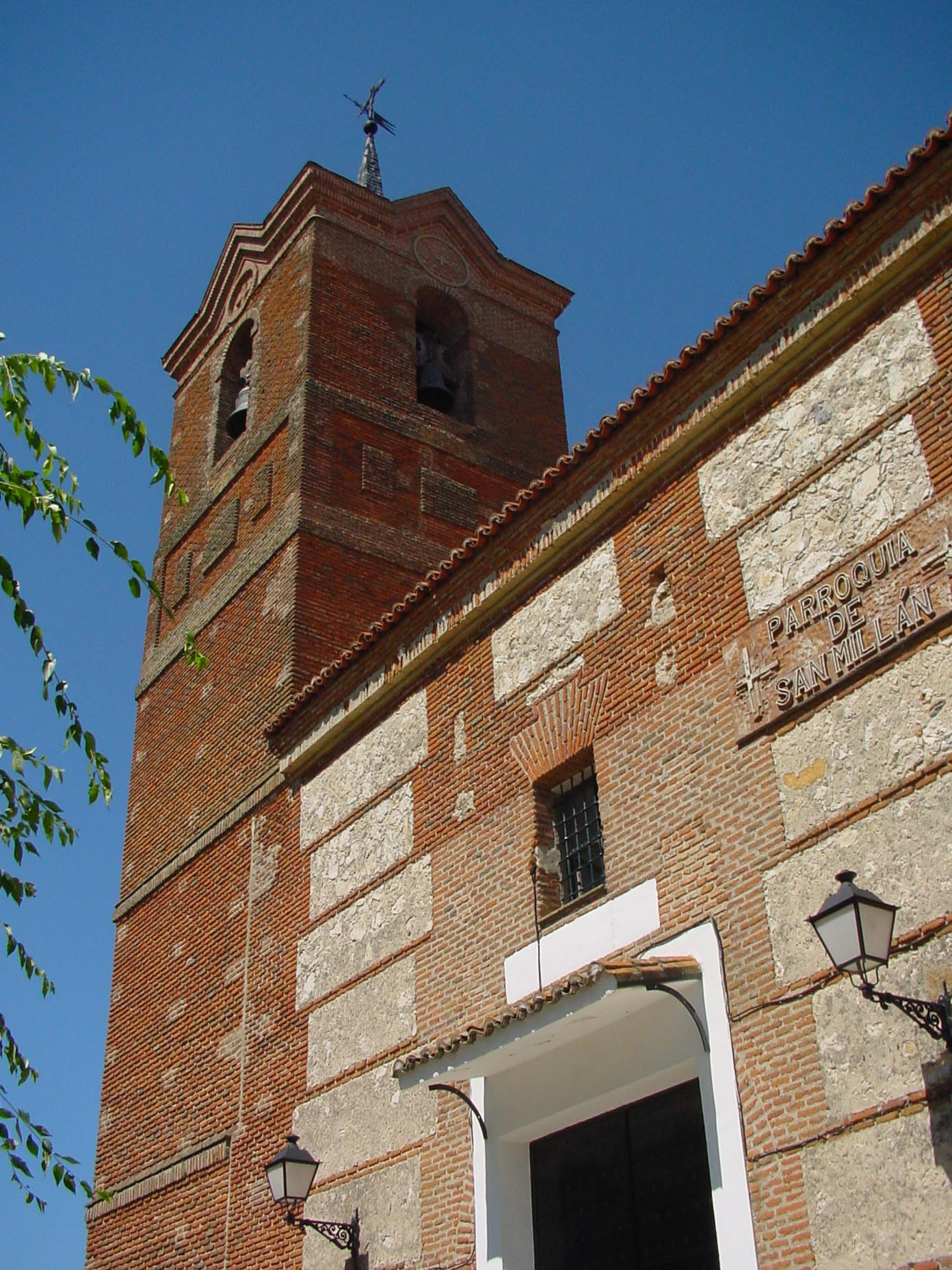
Kirche San Millán

- Kirche San Millán

## Trivia
Moraleja de Enmedio ist seit den 2000er Jahren Drehort der Sitcoms Aquí no hay quien viva (deutsch: Hier gibt es niemanden, der lebt) und La que se avecina (deutsch: Derjenige, der kommt).